# 貝伊達
貝伊達是土耳其的城鎮，位於該國西南部，由伊茲密爾省負責管轄，距離首府伊茲密爾約100公里，面積184平方公里，海拔高度218米，2012年人口12,566，人口密度每平方公里68人。